# Courbouzon (Jura)
Courbouzon – miejscowość i gmina we Francji, w regionie Burgundia-Franche-Comté, w departamencie Jura.
Według danych na rok 1990 gminę zamieszkiwało 528 osób, a gęstość zaludnienia wynosiła 158 osób/km² (wśród 1786 gmin Franche-Comté Courbouzon plasuje się na 298. miejscu pod względem liczby ludności, natomiast pod względem powierzchni na miejscu 935.).